# 徐培根

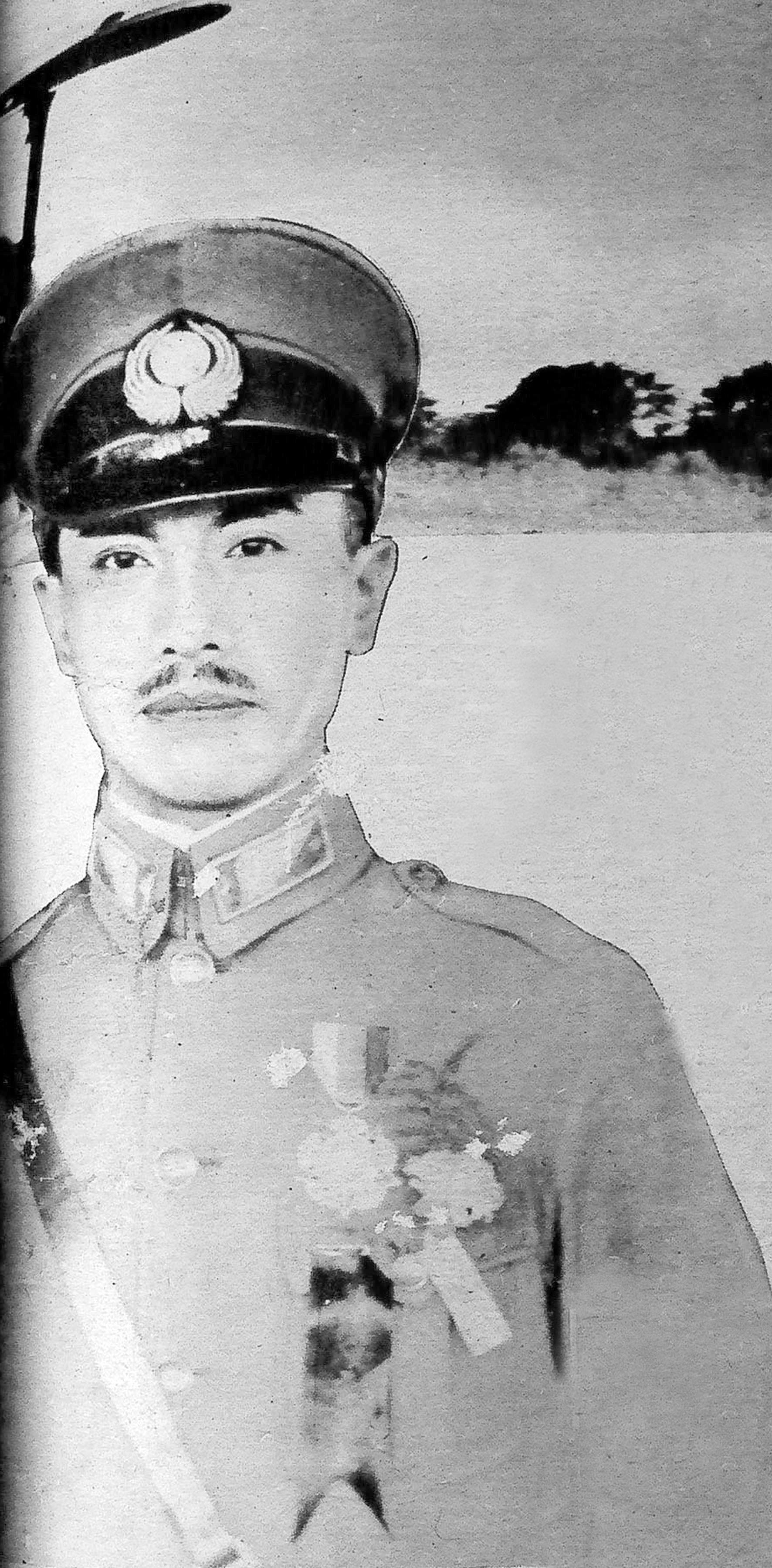

徐培根（1895年12月30日—1991年2月8日），谱名孝瑞，浙江象山人，中華民國陆军二級上將。著名作家殷夫为其四弟，中國國民黨将领徐文达亦是其弟。其妻为女诗人徐芳。

## 简历
浙江宁波府象山县人，其家族為務農為生。徐培根幼年即因天資聰穎被鄉里所知，基礎教育在象山縣立高等小學校就讀，為該校第一屆學生，並以第一名的成績畢業。但因家境無力繼續教育，此時兩江總督下令各縣保薦學生進入新式軍校接受教育，徐培根獲得舉薦在宣統元年（1909）入读位在杭州的浙江陸軍小學堂，為該校第二期學生。畢業後宣統二年（1911）升入武昌的陸軍第二預備學校，辛亥革命期間，参加过“学生队”攻打浙江軍械局以及南京戰役，在清末新軍中與革命黨關係密切。中華民國成立後於民國三年（1914）報考保定陆军军官学校錄取，為第三期步兵科。民國五年（1916）自保定軍校畢業後分發部隊，任官不久後在民國八年（1919）考入陸軍大學，民國十一年（1922）畢業。畢業後分發到浙江陸軍第一師第一團擔任作戰軍官，在民國十五年春（1926）晉升至該師下屬第二旅第四團團長。
在孫傳芳統治時代，徐培根曾一度借調至孫傳芳開辦的金陵軍校擔任教育長，孫傳芳主力兵敗後，曾陪同浙江陸軍第一師參謀長葛敬恩至南昌，代表浙江部隊和北伐軍總司令蔣中正媾和。在孫傳芳部隊殘部北退後，浙江陸軍部隊大多數決定投靠國民政府，浙軍第一師在師長陳儀被孫傳芳扣押後，由代師長石鐸在民國十六年（1927）初在浙江省紹興市的駐地大校場宣布易幟，徐培根轉任由浙江陸軍第一師改編的國民革命軍第十九軍第二師續任第四團團長。
民國十六年（1927）1月，徐培根擔任敵前總指揮，指揮十九軍主力部隊對抗孫傳芳麾下的陸軍第十三師（師長劉士林）與陸軍第二師第三旅（旅長段繩武），該批聯軍在年初渡過錢塘江南下，自蕭山南攻紹興。由於十九軍評估無力對抗該部隊，故撤出紹興，西退至上虞縣，憑藉曹娥江進行防禦。在同時，福建的親孫軍閥周蔭人遭到北伐軍擊敗而北退，周蔭人在收攏殘部後從浙江台州市北進寧海縣，得到鎮海要塞陳其蔚傳達此情報後，徐培根授命進入寧海縣進行防禦。
徐培根指揮十九軍主力從寧波市南下寧海縣，在寧海縣城外與周蔭人指揮的部隊作戰，為寧海奉化戰鬥。此役作戰最後雖然十九軍遭到夾擊戰敗，但是徐培根指揮部隊多度攻入寧海縣城的指揮風格受到蔣中正的關注，將其調入國民革命軍總司令部參謀處擔任處長，在軍事委員會成立時，徐培根擔任政訓處秘書處長。
民國十七年（1928），徐培根獲選官派德國陸軍參謀大學（Preußische Kriegsakademie，當時稱「指揮官助理員訓練班」）深造，其同學包括胡靖安、桂永清、李忍涛等人。經過3年的教育後，於1931年九一八事件后回国，返國後的徐培根被任命為南京中央军校（中華民國陸軍軍官學校前身）教育长，並率領研究小組按照德國步兵操典重新撰寫頒布新版本步兵操典。在民國二十一年（1932）一·二八事變期間，徐培根被借調給國民革命軍第五軍擔任參謀處處長，在事變告終，第五軍解編後歸建。
民國二十二年（1933），徐培根被任命為軍政部航空署署長兼杭州笕桥中央航空学校（中華民國空軍軍官學校前身）校长，民國二十三年（1934）高射炮班併入航空署，改組為中央防空學校，徐培根同時兼任兩校校長職務。民二十三年6月，徐培根調入國民政府參謀本部擔任廳長。
民國二十四年（1935），轉任軍政部兵工署軍械司司長，協助俞大維管理與德國易貨購入之軍械相關事務。
抗戰爆發後，徐培根調回軍事委員會，擔任軍委會第二廳（情報）廳長兼軍事委員會中蘇特種情報所所長，處理軍事情報相關事務。民國三十二年（1943），任陸軍大學教育長。
民國36年（1947年），在原籍浙江省象山縣當選為第一屆國民大會代表。
1949年，赴台湾，在撤往臺灣前，徐培根指揮將陸軍大學南遷，除了教務處長杭鴻志赴重慶所率領的教職員與學生外，大部分陸軍大學教職員與學生都成功撤來台灣新竹復課。
來台後，轉任国防研究院教育长。晋升陆军二級上将军衔。并担任有总统府战略顾问委员会顾问，国民党中央评议委员等职务。
1991年2月8日，病逝于台湾台北市，安葬於陽明山第一公墓。

## 家庭
- 原配妻子張芝榮，1943年娶徐芳。
- 四弟殷夫